# Gran Premio motociclistico di Spagna 2007
Il Gran Premio motociclistico di Spagna 2007 corso il 25 marzo, è stato il secondo Gran Premio della stagione 2007 del motomondiale e ha visto vincere: la Yamaha di Valentino Rossi in MotoGP, Jorge Lorenzo nella classe 250 e Gábor Talmácsi nella classe 125.

## MotoGP

### Qualifiche
Pedrosa si qualifica primo ma dietro di lui ci sono 14 piloti a meno di un secondo; il decimo qualificato è a 0.325 secondi (record assoluto). Rossi parte secondo, mentre Stoner, al comando della classifica, parte dalla quinta posizione.
| Pos | Pilota           | Moto     | Tempo    |
| --- | ---------------- | -------- | -------- |
| 1   | Daniel Pedrosa   | Honda    | 1'39,402 |
| 2   | Valentino Rossi  | Yamaha   | a 0,051  |
| 3   | Carlos Checa     | Honda    | a 0,058  |
| 4   | Colin Edwards    | Yamaha   | a 0,084  |
| 5   | Casey Stoner     | Ducati   | a 0,122  |
| 6   | John Hopkins     | Suzuki   | a 0,223  |
| 7   | Shin'ya Nakano   | Honda    | a 0,230  |
| 8   | Toni Elías       | Honda    | a 0,258  |
| 9   | Marco Melandri   | Honda    | a 0,320  |
| 10  | Kenny Roberts Jr | KR212V   | a 0,325  |
| 11  | Nicky Hayden     | Honda    | a 0,432  |
| 12  | Randy de Puniet  | Kawasaki | a 0,481  |
| 13  | Alex Barros      | Ducati   | a 0,794  |
| 14  | Chris Vermeulen  | Suzuki   | a 0,926  |
| 15  | Loris Capirossi  | Ducati   | a 0,989  |
| 16  | Olivier Jacque   | Kawasaki | a 1,003  |
| 17  | Makoto Tamada    | Yamaha   | a 1,215  |
| 18  | Alex Hofmann     | Ducati   | a 1,308  |
| 19  | Kōsuke Akiyoshi  | Suzuki   | a 1,800  |
| 20  | Sylvain Guintoli | Yamaha   | a 1,817  |

### Gara
Rossi vince la gara, partendo bene e distanziando giro dopo giro Pedrosa, arrivato al secondo posto. Stoner rimane imbottigliato nei primi giri e riesce a risalire fino al quinto posto. Adesso Rossi guida la classifica davanti a Stoner e Pedrosa.

#### Arrivati al traguardo
| Pos | Nº | Pilota           | Squadra              | Motocicletta | Giri | Tempo     | Griglia | Punti |
| --- | -- | ---------------- | -------------------- | ------------ | ---- | --------- | ------- | ----- |
| 1   | 46 | Valentino Rossi  | Fiat Yamaha          | Yamaha       | 27   | 45:53.340 | 2       | 25    |
| 2   | 26 | Daniel Pedrosa   | Repsol Honda         | Honda        | 27   | +1.246    | 1       | 20    |
| 3   | 5  | Colin Edwards    | Fiat Yamaha          | Yamaha       | 27   | +2.701    | 4       | 16    |
| 4   | 24 | Toni Elías       | Honda Gresini        | Honda        | 27   | +4.351    | 8       | 13    |
| 5   | 27 | Casey Stoner     | Ducati Marlboro      | Ducati       | 27   | +4.993    | 5       | 11    |
| 6   | 7  | Carlos Checa     | Honda LCR            | Honda        | 27   | +10.000   | 3       | 10    |
| 7   | 1  | Nicky Hayden     | Repsol Honda         | Honda        | 27   | +14.146   | 11      | 9     |
| 8   | 33 | Marco Melandri   | Honda Gresini        | Honda        | 27   | +19.969   | 9       | 8     |
| 9   | 71 | Chris Vermeulen  | Rizla Suzuki         | Suzuki       | 27   | +24.786   | 14      | 7     |
| 10  | 56 | Shin'ya Nakano   | Konica Minolta Honda | Honda        | 27   | +24.955   | 7       | 6     |
| 11  | 4  | Alex Barros      | Pramac d'Antin       | Ducati       | 27   | +25.008   | 13      | 5     |
| 12  | 65 | Loris Capirossi  | Ducati Marlboro      | Ducati       | 27   | +25.852   | 15      | 4     |
| 13  | 14 | Randy de Puniet  | Kawasaki Racing      | Kawasaki     | 27   | +26.445   | 12      | 3     |
| 14  | 6  | Makoto Tamada    | Dunlop Yamaha Tech 3 | Yamaha       | 27   | +36.653   | 17      | 2     |
| 15  | 50 | Sylvain Guintoli | Dunlop Yamaha Tech 3 | Yamaha       | 27   | +36.744   | 20      | 1     |
| 16  | 10 | Kenny Roberts Jr | Team Roberts         | KR212V       | 27   | +48.911   | 10      |       |
| 17  | 64 | Kōsuke Akiyoshi  | Rizla Suzuki         | Suzuki       | 27   | +50.784   | 19      |       |
| 18  | 19 | Olivier Jacque   | Kawasaki Racing      | Kawasaki     | 27   | +1:00.901 | 16      |       |
| 19  | 21 | John Hopkins     | Rizla Suzuki         | Suzuki       | 27   | +1:03.371 | 6       |       |

#### Squalificato

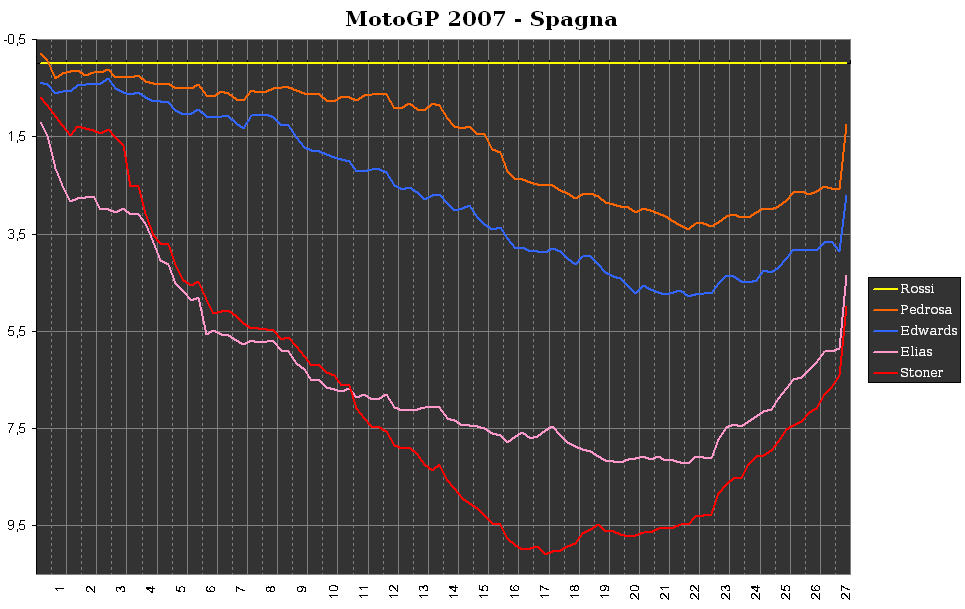
Grafico del Gran Premio di Spagna, 2007.

| Nº | Pilota       | Squadra        | Motocicletta | Griglia |
| -- | ------------ | -------------- | ------------ | ------- |
| 66 | Alex Hofmann | Pramac d'Antin | Ducati       | 18      |

### Classifiche

#### Classifica Piloti
| Pos. | Pilota           | Punti |
| ---- | ---------------- | ----- |
| 1.   | Valentino Rossi  | 45    |
| 2.   | Casey Stoner     | 36    |
| 3.   | Daniel Pedrosa   | 36    |
| 4.   | Colin Edwards    | 26    |
| 5.   | Marco Melandri   | 19    |
| 6.   | Nicky Hayden     | 17    |
| 7.   | Chris Vermeulen  | 16    |
| 8.   | Toni Elías       | 15    |
| 9.   | John Hopkins     | 13    |
| 10.  | Alex Barros      | 12    |
| 11.  | Shin'ya Nakano   | 12    |
| 12.  | Alex Hofmann     | 5     |
| 13.  | Olivier Jacque   | 4     |
| 14   | Loris Capirossi  | 4     |
| 15.  | Kenny Roberts Jr | 3     |
| 16   | Randy de Puniet  | 3     |
| 17   | Sylvain Guintoli | 2     |
| 18   | Makoto Tamada    | 2     |

#### Classifica Costruttori
| Pos. | Costruttore | Punti |
| ---- | ----------- | ----- |
| 1.   | Yamaha      | 45    |
| 2.   | Ducati      | 36    |
| 3.   | Honda       | 36    |
| 4.   | Suzuki      | 20    |
| 5.   | Kawasaki    | 7     |
| 6.   | KR212V      | 3     |

#### Classifica Squadre
| Pos. | Squadra              | Punti |
| ---- | -------------------- | ----- |
| 1.   | Fiat Yamaha          | 71    |
| 2.   | Repsol Honda         | 53    |
| 3.   | Ducati Marlboro      | 40    |
| 4.   | Honda Gresini        | 34    |
| 5.   | Rizla Suzuki         | 29    |
| 6.   | Pramac d'Antín       | 17    |
| 7.   | Konica Minolta Honda | 12    |
| 8.   | Honda LCR            | 10    |
| 9.   | Kawasaki Racing      | 7     |
| 10.  | Dunlop Yamaha Tech 3 | 4     |
| 11.  | Team Roberts         | 3     |

## Classe 250

### Arrivati al traguardo
| Pos | Nº | Pilota              | Squadra                     | Motocicletta | Giri | Tempo     | Griglia | Punti |
| --- | -- | ------------------- | --------------------------- | ------------ | ---- | --------- | ------- | ----- |
| 1   | 1  | Jorge Lorenzo       | Fortuna Aprilia             | Aprilia      | 26   | 45:35.846 | 1       | 25    |
| 2   | 19 | Álvaro Bautista     | Master - MVA Aspar          | Aprilia      | 26   | +0.218    | 5       | 20    |
| 3   | 34 | Andrea Dovizioso    | Scot Racing                 | Honda        | 26   | +0.478    | 4       | 16    |
| 4   | 3  | Alex De Angelis     | Master - MVA Aspar          | Aprilia      | 26   | +8.156    | 13      | 13    |
| 5   | 6  | Alex Debón          | Aprilia Racing              | Aprilia      | 26   | +14.747   | 9       | 11    |
| 6   | 4  | Hiroshi Aoyama      | Red Bull KTM                | KTM          | 26   | +15.045   | 14      | 10    |
| 7   | 73 | Shūhei Aoyama       | Repsol Honda                | Honda        | 26   | +17.918   | 8       | 9     |
| 8   | 55 | Yūki Takahashi      | Scot Racing                 | Honda        | 26   | +28.438   | 15      | 8     |
| 9   | 14 | Anthony West        | Team Sicilia                | Aprilia      | 26   | +39.435   | 16      | 7     |
| 10  | 28 | Dirk Heidolf        | Kiefer - Bos - Sotin Racing | Aprilia      | 26   | +1:02.689 | 18      | 6     |
| 11  | 32 | Fabrizio Lai        | Campetella Racing           | Aprilia      | 26   | +1:06.813 | 12      | 5     |
| 12  | 8  | Ratthapark Wilairot | Thai Honda PTT-SAG          | Honda        | 26   | +1:07.166 | 19      | 4     |
| 13  | 25 | Alex Baldolini      | Kiefer - Bos - Sotin Racing | Aprilia      | 26   | +1:07.371 | 23      | 3     |
| 14  | 50 | Eugene Laverty      | Honda LCR                   | Honda        | 26   | +1:11.793 | 25      | 2     |
| 15  | 17 | Karel Abraham       | Cardion AB Motoracing       | Aprilia      | 26   | +1:13.898 | 22      | 1     |
| 16  | 16 | Jules Cluzel        | Angaia Racing               | Aprilia      | 26   | +1:32.684 | 26      |       |
| 17  | 44 | Tarō Sekiguchi      | Campetella Racing           | Aprilia      | 26   | +1:33.041 | 24      |       |
| 18  | 10 | Imre Tóth           | Toth Aprilia                | Aprilia      | 25   | +1 giro   | 21      |       |

### Ritirati
| Nº | Pilota            | Squadra                    | Motocicletta | Giri | Griglia |
| -- | ----------------- | -------------------------- | ------------ | ---- | ------- |
| 36 | Mika Kallio       | Red Bull KTM               | KTM          | 18   | 11      |
| 80 | Héctor Barberá    | Toth Aprilia               | Aprilia      | 15   | 2       |
| 60 | Julián Simón      | Repsol Honda               | Honda        | 12   | 3       |
| 41 | Aleix Espargaró   | Blusens Aprilia            | Aprilia      | 10   | 17      |
| 9  | Arturo Tizón      | Blusens Aprilia Germany    | Aprilia      | 9    | 27      |
| 12 | Thomas Lüthi      | Emmi - Caffe Latte Aprilia | Aprilia      | 6    | 10      |
| 31 | Álvaro Molina     | Andalucia - GFC - MAS      | Aprilia      | 2    | 20      |
| 53 | Santiago Barragán | Team Extremadura           | Honda        | 0    | 28      |
| 58 | Marco Simoncelli  | Metis Gilera               | Gilera       | 0    | 6       |

### Non partito
| Nº | Pilota            | Squadra      | Motocicletta | Griglia |
| -- | ----------------- | ------------ | ------------ | ------- |
| 15 | Roberto Locatelli | Metis Gilera | Gilera       | 7       |

## Classe 125

### Arrivati al traguardo
| Pos | Nº | Pilota             | Squadra                    | Motocicletta | Giri | Tempo     | Griglia | Punti |
| --- | -- | ------------------ | -------------------------- | ------------ | ---- | --------- | ------- | ----- |
| 1   | 14 | Gábor Talmácsi     | Bancaja Aspar              | Aprilia      | 23   | 41:52.149 | 2       | 25    |
| 2   | 52 | Lukáš Pešek        | Valsir Seedorf Derbi       | Derbi        | 23   | +0.014    | 3       | 20    |
| 3   | 55 | Héctor Faubel      | Bancaja Aspar              | Aprilia      | 23   | +5.720    | 5       | 16    |
| 4   | 44 | Pol Espargaró      | Belson Campetella Aprilia  | Aprilia      | 23   | +6.489    | 7       | 13    |
| 5   | 33 | Sergio Gadea       | Bancaja Aspar              | Aprilia      | 23   | +6.867    | 4       | 11    |
| 6   | 22 | Pablo Nieto        | Blusens Aprilia            | Aprilia      | 23   | +9.219    | 9       | 10    |
| 7   | 11 | Sandro Cortese     | Emmi - Caffe Latte Aprilia | Aprilia      | 23   | +19.078   | 10      | 9     |
| 8   | 6  | Joan Olivé         | Polaris World              | Aprilia      | 23   | +19.133   | 14      | 8     |
| 9   | 60 | Michael Ranseder   | Ajo Motorsport             | Derbi        | 23   | +19.664   | 13      | 7     |
| 10  | 8  | Lorenzo Zanetti    | Team Sicilia               | Aprilia      | 23   | +28.434   | 17      | 6     |
| 11  | 27 | Stefano Bianco     | WTR Team                   | Aprilia      | 23   | +28.815   | 22      | 5     |
| 12  | 29 | Andrea Iannone     | WTR Team                   | Aprilia      | 23   | +28.816   | 15      | 4     |
| 13  | 51 | Stevie Bonsey      | Red Bull KTM               | KTM          | 23   | +43.699   | 26      | 3     |
| 14  | 18 | Nicolás Terol      | Valsir Seedorf Derbi       | Derbi        | 23   | +46.436   | 23      | 2     |
| 15  | 53 | Simone Grotzkyj    | Multimedia Racing          | Aprilia      | 23   | +48.081   | 25      | 1     |
| 16  | 30 | Pere Tutusaus      | FMCV - Team Machado        | Aprilia      | 23   | +48.579   | 18      |       |
| 17  | 34 | Randy Krummenacher | Red Bull KTM               | KTM          | 23   | +51.253   | 24      |       |
| 18  | 95 | Robert Mureșan     | Ajo Motorsport             | Derbi        | 23   | +52.160   | 29      |       |
| 19  | 77 | Dominique Aegerter | Multimedia Racing          | Aprilia      | 23   | +1:11.825 | 27      |       |
| 20  | 56 | Hugo van den Berg  | Blusens Aprilia            | Aprilia      | 23   | +1:13.134 | 33      |       |
| 21  | 37 | Joey Litjens       | De Graaf Grand Prix        | Honda        | 23   | +1:20.289 | 31      |       |
| 22  | 76 | Iván Maestro       | Matteoni Racing - TMM      | Aprilia      | 23   | +1:23.752 | 28      |       |
| 23  | 13 | Dino Lombardi      | Scot Racing                | Honda        | 23   | +1:28.888 | 32      |       |
| 24  | 78 | Daniel Sáez        | Quinto Almoradi            | Aprilia      | 23   | +1:31.676 | 34      |       |
| 25  | 20 | Roberto Tamburini  | Team Sicilia               | Aprilia      | 23   | +1:45.176 | 35      |       |
| 26  | 38 | Bradley Smith      | Repsol Honda               | Honda        | 23   | +1:45.208 | 11      |       |

### Ritirati
| Nº | Pilota           | Squadra             | Motocicletta | Giri | Griglia |
| -- | ---------------- | ------------------- | ------------ | ---- | ------- |
| 71 | Tomoyoshi Koyama | Red Bull KTM        | KTM          | 19   | 6       |
| 15 | Federico Sandi   | Skilled Racing      | Aprilia      | 19   | 21      |
| 99 | Daniel Webb      | De Graaf Grand Prix | Honda        | 16   | 30      |
| 7  | Alexis Masbou    | FFM Honda GP 125    | Honda        | 11   | 16      |
| 35 | Raffaele De Rosa | Multimedia Racing   | Aprilia      | 3    | 12      |
| 24 | Simone Corsi     | Skilled Racing      | Aprilia      | 2    | 8       |
| 75 | Mattia Pasini    | Polaris World       | Aprilia      | 1    | 1       |
| 12 | Esteve Rabat     | Repsol Honda        | Honda        | 0    | 19      |

### Non partito
| Nº | Pilota         | Squadra     | Motocicletta | Griglia |
| -- | -------------- | ----------- | ------------ | ------- |
| 63 | Mike Di Meglio | Scot Racing | Honda        | 20      |